# Бретхольц, Бертольд
Бертольд Бретхольц (нем. Berthold Bretholz также нем. Bertold Bretholz; 9 июля 1862, Фрайберг, Моравия — 27 ноября 1936, Брно) — историк, архивист и многолетний директор Моравского земского архива.

## Жизнь
После изучения истории и права в Венском университете Бретхольц работал два года в институте австрийских исторических исследований, а затем пять лет в Monumenta Germaniae Historica в Берлине. В 1892 году он был назначен государственным историком Моравии. С 1895 года он возглавлял архив города Брно, с 1897 года Моравский земский архив и с 1909 года до своей отставки в 1926 году он был его директором. В 1905 году он стал членом Комиссии по современной истории Австрии, в 1906 году, а затем почетный профессор истории и исторических вспомогательных наук в немецком техническом университете Брно. С 1907 года он был постоянным членом австрийского совета архивов. В 1914 году он был избран членом-корреспондентом Австрийской академии наук.
Журналист Вольфганг Бретхольц (1904–1969) был сыном Бертольда Бретхольца.

## Работы и редакции (избранное)
- Geschichte Mährens, Brünn 1893–95
- Codex Diplomaticus et epistolaris Moraviae XIV, XV (1403–1411), Olmütz 1903
- Libri citationum et sentiarum VII (1490–1503), Brünn 1911
- Lateinische Paläographie, Leipzig 1912
- Cosmas Pragensis chronica Boemorum. In: Monumenta Germaniae Historica SS NS II, 1923
- Geschichte Böhmens und Mährens bis zum Aussterben der Přemysliden 1306, 1912
- Geschichte Böhmens und Mährens, 4 Bände, 1921–1925
- Geschichtsquellen der Grafschaft Glatz, Band 6, 1927 (1-5 тома были отредактированы Францем Фолькмером.)
- Geschichte der Juden in Mähren im Mittelalter, Brünn 1934